# Powiat wielicki
Powiat wielicki – powiat w Polsce (województwo małopolskie) z siedzibą w Wieliczce, utworzony w 1999 roku w ramach reformy administracyjnej. W jego skład wchodzi 91 miejscowości, powierzchnia wynosi 411 km². Jest częścią aglomeracji krakowskiej.
W skład powiatu wchodzą:
- gminy miejsko-wiejskie: Niepołomice, Wieliczka
- gminy wiejskie: Biskupice, Gdów, Kłaj
- miasta: Niepołomice, Wieliczka

Według danych z 31 grudnia 2019 roku powiat zamieszkiwało 129 136 osób. Natomiast według danych z 30 czerwca 2020 roku powiat zamieszkiwały 129 984 osoby.

## Władze
Podział klubów w radzie powiatu wielickiego:
| Klub                     | Liczba radnych |
| ------------------------ | -------------- |
| Prawo i Sprawiedliwość   | 10             |
| Porozumienie Samorządowe | 8              |
| Koalicja Obywatelska     | 6              |
| Niezależni - Po Prostu   | 1              |

Koalicję rządzącą tworzą: Koalicja Obywatelska i Porozumienie Samorządowe.

### Starostowie
- Adam Kociołek – 1999–2006
- Jacek Juszkiewicz – 2006–2018
- Adam Kociołek – 2018–2024
- Roman Ptak – od 2024

## Komunikacja
Poprzez węzeł niepołomicki i szarowski autostrady A4 powiat ma znakomite połączenie z aglomeracją krakowską. Sieć dróg lokalnych jest bardzo dobrze rozwinięta.

## Zabytki
gmina Wieliczka
- Kopalnia soli w Wieliczce
- Zamek Żupny – Muzeum Żup Krakowskich w Wieliczce
- Kościół św. Klemensa w Wieliczce
- Kościół pw. św. Franciszka z Asyżu i klasztor oo. Franciszkanów w Wieliczce
- Kościółek pw. św. Sebastiana w Wieliczce
- Pałac Konopków z XVIII w. w Wieliczce
- Dawna synagoga w Wieliczce

gmina Niepołomice
- Zamek Królewski w Niepołomicach

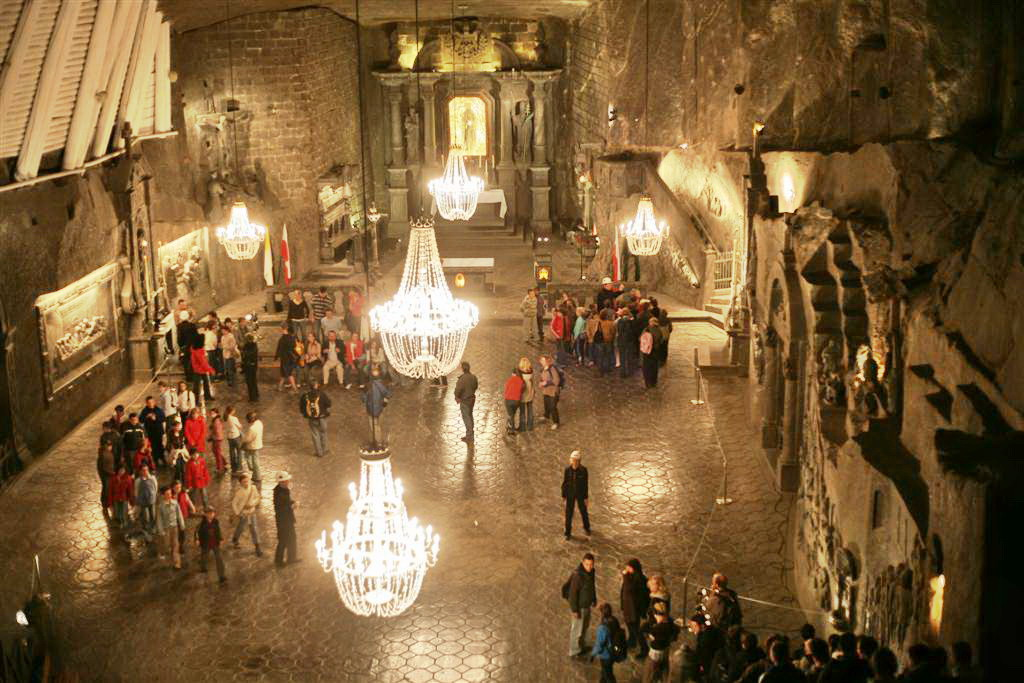
Kopalnia Soli w Wieliczce, Kaplica św. Kingi

- Kościół Dziesięciu Tysięcy Męczenników w Niepołomicach
- Ratusz z 1902 r., rynek, domy w rynku w Niepołomicach
- Kamienna figura Matki Boskiej z 1799 r. w Niepołomicach
- Kaplica cmentarna i mogiły powstańców z 1863 r.
- Cmentarz żydowski w Niepołomicach
- Klasztor sióstr Benedyktynek w Staniątkach

gmina Kłaj
- Dwór Żeleńskich z 1902 r. w Grodkowicach
- Mauzoleum Żeleńskich w Brzeziu
- Drewniane chaty w Kłaju

gmina Gdów
- Kościół parafialny pw. Narodzenia NMP w Gdowie
- Dwór w Cichawie
- Zespół dworsko-pałacowy w Bilczycach
- Dwór Lipowskich w Hucisku
- Kopiec gen. Jana Henryka Dąbrowskiego w Pierzchowie
- Dwór, spichlerz, park dworski w Fałkowicach

gmina Biskupice
- Zabytkowy drewniany Kościół z XVIII wieku pod wezwaniem św. apostołów Piotra i Pawła w Bodzanowie
- Kościół parafialny pw. św. Marcina w Biskupicach
- Dwór klasycystyczny w Łazanach
- Prehistoryczne cmentarzysko oraz osada w Biskupicach

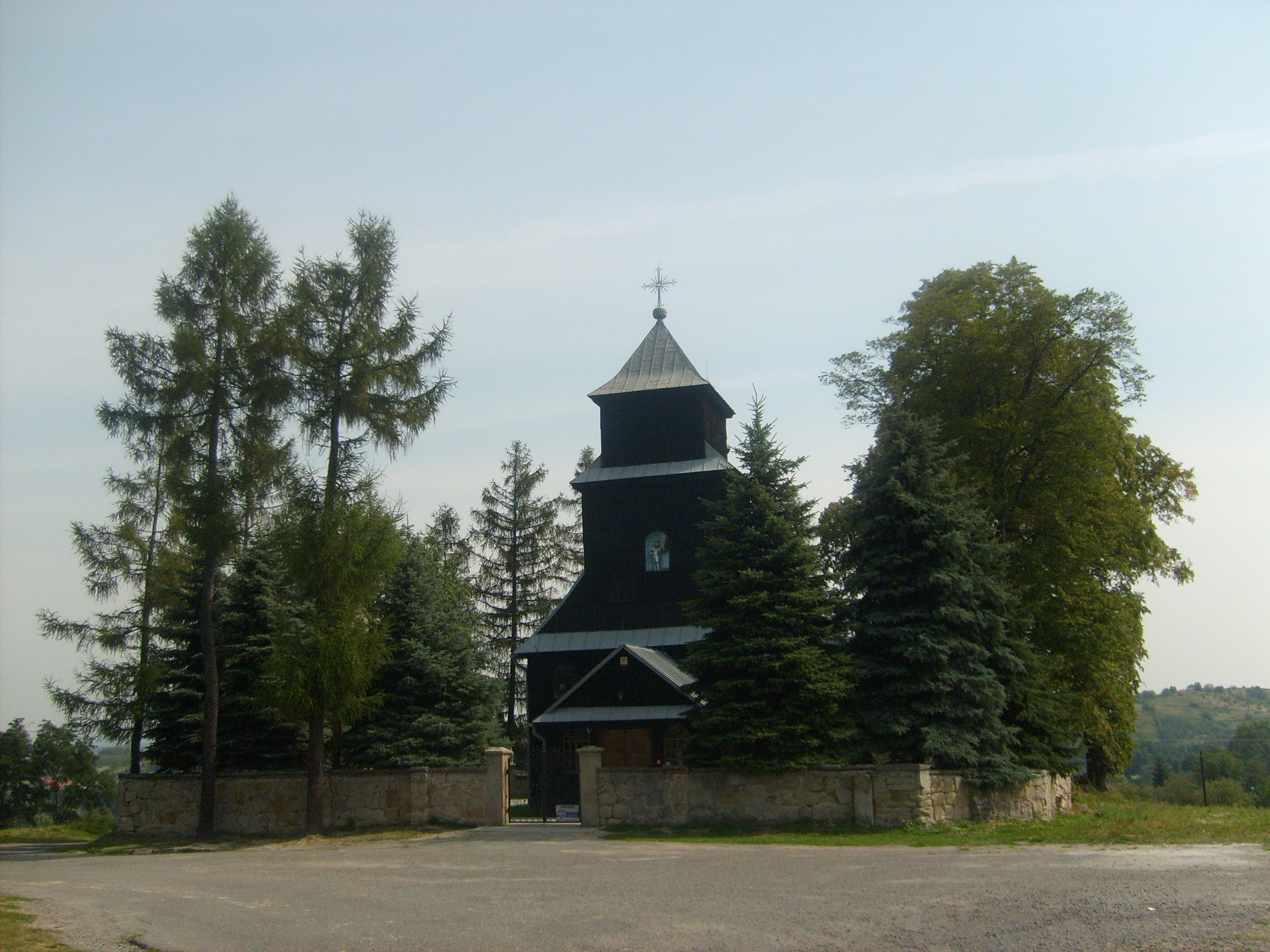
Kościół w Bodzanowie pw. świętych apostołów Piotra i Pawła

- Kurhany w Jawczycach

## Środowisko
W pobliskiej Puszczy Niepołomickiej – w znacznej części położonej na terenie gminy Kłaj – znajduje się rezerwat „króla puszczy” – żubra. Na obszarze 56 ha mieszka przeciętnie około 30 żubrów. W puszczy znajduje się wiele ciekawych rezerwatów przyrodniczych będących miejscem życia wielu rzadkich gatunków roślin i zwierząt. Dolina Raby należy do najchętniej odwiedzanych okolic w powiecie, gdzie w letnie dni można znaleźć ulgę w chłodnych wodach rzeki lub złowić smacznego pstrąga potokowego.
Podział gruntów w powiecie:
- użytki rolne – 64%
- lasy i tereny leśne – 15,6% (2005)

## Demografia
Liczba mieszkańców powiatu wzrasta, co świadczy o jego funkcji sypialnianej dla aglomeracji krakowskiej.
Pod względem liczby mieszkańców powiat wielicki zajmuje 12 miejsce w województwie.
Liczba ludności (dane z 30 czerwca 2019):
|        | Ogółem  | Ogółem | Kobiety | Kobiety | Mężczyźni | Mężczyźni |
| osób   | %       | osób   | %       | osób    | %         |           |
| ------ | ------- | ------ | ------- | ------- | --------- | --------- |
| Ogółem | 127 970 | 100    | 65 513  | 51,19   | 62 457    | 48,81     |
| Miasto | 36 841  | 28,79  | 19 242  | 15,04   | 17 599    | 13,75     |
| Wieś   | 91 129  | 71,21  | 46 271  | 36,16   | 44 858    | 35,05     |

▶Wieś vs ▶miasto
Ogółem (▶k, ▶m)
Miasto (▶k, ▶m)
Wieś (▶k, ▶m)
- Średni dochód mieszkańca powiatu wielickiego: 2824,28 zł (2009).
- Bezrobocie w powiecie wielickim: 10,2% (listopad 2010).
- Przyrost naturalny: 2,2% (2009).
- Saldo migracji zew. i wew.: 12,5% (2009).

| Gmina       | Liczba mieszkańców | Udział w liczbie mieszkańców powiatu | Przyrost naturalny |
| Biskupice   | 8986               | 8,1%                                 | 3,7%               |
| Gdów        | 16 802             | 15,2%                                | 4,8%               |
| Kłaj        | 10 054             | 9,1%                                 | 0,7%               |
| Niepołomice | 23 491             | 21,3%                                | -0,2%              |
| Wieliczka   | 51 067             | 46,3%                                | 2,4%               |
| Ogółem      | 110 400            | 100,0%                               | 2,2%               |

- Piramida wieku mieszkańców powiatu wielickiego w 2014 roku[6].

## Kościoły i związki wyznaniowe
- 35 parafii katolickich obrządku łacińskiego (rzymskokatolickiego)
- 3 zbory Świadków Jehowy[7]

## Partnerzy powiatu
- powiat Monachium w Niemczech,
- miasto Ústí nad Labem w Czechach,
- Związek Gmin Dolnego Dorzecza Rzeki Raby

## Znani ludzie związani z powiatem
- Jan Henryk Dąbrowski
- Feliks Boczkowski
- Ludwik Solski
- Antoni Pajdak
- Piotr Lewiński
- Mikołaj Wierzynek (starszy)
- Alfons Długosz
- Mieczysław Skulimowski
- Tadeusz Ajdukiewicz
- Władysław Żeleński
- Stanisław Skoczylas
- Władysław Skoczylas
- Michał Grażyński
- Bogumił Nowotny
- Walerian Czuma
- Ignacy Czuma
- Józef Wimmer
- Emil Bobrowski

## Sąsiednie powiaty
- Od wschodu i południowego wschodu z powiatem bocheńskim.
- Od południowego zachodu z powiatem myślenickim.
- Od zachodu i północnego wschodu z powiatem krakowskim.
- Od północnego zachodu i północy z miastem Krakowem.